# Provincia de Jenchela
Jenchela (en árabe: ولاية خنشلة ) es un vilayato de Argelia. Jenchela es también el nombre de su capital. Otras de sus localidades son: Djellal, Khirane y Bou Zabène. Jenchela está situada en los Aurès, una región montañosa del sudeste de la capital del país, Argel. La provincia se divide en 8 distritos, que se dividen en 21 comunas o municipios.

## Municipios con población de abril de 2008
- Aïn Touila 16,845
- Babar 34,844
- Baghaï 6,676
- Bouhmama 10,614
- Chechar 27,428
- Chélia 4,953
- Djellal 3,089
- El Hamma12,051
- El Mahmal 38,706
- El Oueldja 3,124
- Ensigha 9,257
- Kais 34,383
- Khenchela 108,580
- Khirane5,752
- M'Sara 4,104
- M'Toussa 5,981
- Ouled Rechache 24,923
- Remila 5,606
- Tamza 8,617
- Taouzient 10,748
- Yabous 10,402